# Luis David Martínez
 Luis David Martínez  (Lara, 12 de mayo de 1989) es un tenista profesional venezolano.

## Carrera
Su mejor ranking individual es el N.º 390 alcanzado el 10 de febrero de 2014, mientras que en dobles logró la posición 85 el 3 de julio de 2023.
No ha logrado hasta el momento títulos de la categoría ATP si en la ATP Challenger Tour, y también ha obtenido varios títulos Futures tanto en individuales como en dobles.
Martínez hizo su debut en un Grand Slam en el Abierto de Australia 2023 en la modalidad de dobles.

### Copa Davis
Desde el año 2009 es participante del Equipo de Copa Davis de Venezuela. Tiene en esta competición un récord total de partidos ganados/perdidos de 8/5 (2/5 en individuales y 6/0 en dobles).

## Títulos Challenger; 14 (0 + 14)
| Leyenda             | Individuales | Dobles |
| ------------------- | ------------ | ------ |
| ATP Challenger Tour | 0            | 14     |

### Dobles (14)
| N.º | Fecha      | Torneo                            | Superficie            | Compañero              | Oponentes en la final                      | Resultado            |
| --- | ---------- | --------------------------------- | --------------------- | ---------------------- | ------------------------------------------ | -------------------- |
| 1.  | 19.08.2017 | Challenger de Santo Domingo       | Tierra batida (verde) | Juan Ignacio Lóndero   | Daniel Elahi Galán Santiago Giraldo        | 6–4, 6–4             |
| 2.  | 27.11.2020 | Challenger de Guayaquil           | Tierra batida         | Felipe Meligeni Alves  | Sergio Martos Gornés Jaume Munar           | 6–0, 4–6, [10–3]     |
| 3.  | 29.11.2020 | Challenger de São Paulo           | Tierra batida         | Felipe Meligeni Alves  | Fernando Romboli Rogério Dutra Silva       | 6–3, 6–3             |
| 4.  | 21.03.2020 | Challenger de Santiago            | Tierra batida         | Gonçalo Oliveira       | Rafael Matos Felipe Meligeni Alves         | 7–5, 6–1             |
| 5.  | 14.02.2021 | Challenger de Biella              | Dura (i)              | David Vega Hernández   | Szymon Walków Jan Zieliński                | 6–4, 3–6, [10–8]     |
| 6.  | 14.08.2021 | Challenger de San Marino          | Tierra batida         | Zdeněk Kolář           | Rafael Matos João Menezes                  | 1–6, 6–3, [10–3]     |
| 7.  | 02.04.2022 | Challenger de Pereira             | Tierra batida         | Cristian Rodríguez     | Grigoriy Lomakin Oleg Prihodko             | 7-6(2), 7-6(3)       |
| 8.  | 16.07.2022 | Challenger de Verona              | Tierra batida         | Andrea Vavassori       | Juan Ignacio Galarza Tomás Lipovšek Puches | 7-6(4), 3-6, [12-10] |
| 8.  | 29.04.2023 | Challenger de Savannah            | Tierra batida (verde) | William Blumberg       | Federico Agustín Gómez Nicolás Kicker      | 6-1, 6-4             |
| 9.  | 30.06.2023 | Challenger de Modena              | Tierra batida         | William Blumberg       | Roman Jebavý Vladyslav Manafov             | 6–4, 6–4             |
| 10. | 11.11.2023 | Challenger de Knoxville           | Dura (i)              | Cannon Kingsley        | Mac Kiger Mitchell Krueger                 | 7–6(3), 6–3          |
| 11. | 20.01.2024 | Challenger de Tenerife            | Dura                  | Vasil Kirkov           | Karol Drzewiecki Piotr Matuszewski         | 3–6, 6–4, [10–3]     |
| 12. | 23.11.2024 | Challenger de São Paulo           | Dura                  | Federico Agustín Gómez | Christian Harrison Evan King               | 7–6(4), 7–5          |
| 13. | 26.04.2025 | Challenger de Savannah            | Tierra batida         | Federico Agustín Gómez | Mac Kiger Patrick Maloney                  | 3–6, 6–3, [10–5]     |
| 14. | 10.05.2025 | Challenger de Francavilla al Mare | Tierra batida         | Facundo Mena           | Théo Arribagé Grégoire Jacq                | 7–5, 2–6, [10–6]     |

### Finalista (26)
| N.º | Fecha      | Torneo                        | Superficie            | Compañero                 | Oponentes en la final                        | Resultado            |
| --- | ---------- | ----------------------------- | --------------------- | ------------------------- | -------------------------------------------- | -------------------- |
| 1.  | 10.08.2014 | Challenger de Manta           | Dura                  | Eduardo Struvay           | Chase Buchanan Peter Polansky                | 4–6, 4–6             |
| 2.  | 31.01.2016 | Challenger de Bucaramanga     | Tierra batida         | Sergio Galdós             | Julio Peralta Horacio Zeballos               | 2-6, 2–6             |
| 3.  | 18.03.2018 | Challenger de Drummondville   | Dura (i)              | Filip Peliwo              | Joris De Loore Frederik Nielsen              | 4-6, 3-6             |
| 4.  | 24.02.2019 | Challenger de Morelos         | Dura                  | Gonzalo Escobar           | André Göransson Marc-Andrea Hüsler           | 3-6, 6-3, [9-11]     |
| 5.  | 05.05.2019 | Challenger de Puerto Vallarta | Dura                  | Gonzalo Escobar           | Matt Reid John-Patrick Smith                 | 6-7(10), 3-6         |
| 6.  | 13.10.2019 | Challenger de Santo Domingo   | Tierra batida         | Orlando Luz               | Ariel Behar Gonzalo Escobar                  | 7-6(5), 4-6 [10-12]  |
| 7.  | 27.10.2019 | Challenger de Lima            | Tierra batida         | Felipe Meligeni Alves     | Ariel Behar Gonzalo Escobar                  | 2-6 6-2 [3-10]       |
| 8.  | 09.02.2020 | Challenger de Dallas          | Dura                  | Miguel Ángel Reyes-Varela | Dennis Novikov Gonçalo Oliveira              | 3-6 4-6              |
| 9.  | 01.11.2020 | Challenger de Marbella        | Tierra batida         | Fernando Romboli          | Gerard Granollers Pedro Martínez             | 3-6, 4-6             |
| 10. | 29.11.2020 | Challenger de Campinas        | Tierra batida         | Felipe Meligeni Alves     | Sadio Doumbia Fabien Reboul                  | 7-6(7), 5-7, [7-10]  |
| 11. | 31.01.2021 | Challenger de Antalya         | Tierra batida         | David Vega Hernández      | Denys Molchanov Aleksandr Nedovyesov         | 6-3, 4-6, [16-18]    |
| 12. | 05.06.2021 | Challenger de Biella VI       | Tierra batida         | David Vega Hernández      | Tomás Martín Etcheverry Renzo Olivo          | 3–6, 6–3, [10–8]     |
| 13. | 12.06.2021 | Challenger de Bratislava      | Tierra batida         | Sander Arends             | Denys Molchanov Aleksandr Nedovyesov         | 6–7(5), 1–6          |
| 14. | 04.09.2021 | Challenger de Como            | Tierra batida         | Andrea Vavassori          | Rafael Matos Felipe Meligeni Alves           | 7–6(2), 4–6, [6–10]  |
| 15. | 16.04.2022 | Challenger de San Luis Potosí | Tierra batida         | Felipe Meligeni Alves     | Nicolás Barrientos Miguel Ángel Reyes-Varela | 6–7(11), 2–6         |
| 16. | 23.07.2022 | Challenger de Pozoblanco      | Tierra batida         | Victor Vlad Cornea        | Dan Added Albano Olivetti                    | 3–6, 6–1, [12–10]    |
| 17. | 08.10.2022 | Challenger de Parma II        | Tierra batida         | Igor Zelenay              | Tomislav Brkić Nikola Ćaćić                  | 2–6, 2–6             |
| 18. | 05.10.2022 | Challenger de Guayaquil       | Tierra batida         | Facundo Díaz Acosta       | Guido Andreozzi Guillermo Durán              | 0–6, 4–6             |
| 19. | 12.11.2022 | Challenger de Montevideo      | Tierra batida         | Facundo Díaz Acosta       | Karol Drzewiecki Piotr Matuszewski           | 4–6, 4–6             |
| 20. | 26.11.2022 | Challenger de Temuco          | Dura                  | Jeevan Nedunchezhiyan     | Guido Andreozzi Guillermo Durán              | 4–6, 2–6             |
| 21. | 25.02.2023 | Challenger de Monterrey       | Dura                  | Cristian Rodríguez        | André Göransson Ben McLachlan                | 3–6, 4–6             |
| 22. | 22.04.2023 | Challenger de Tallahassee     | Tierra batida (verde) | William Blumberg          | Federico Agustín Gómez Nicolás Kicker        | 6–7(2), 6–4, [11–13] |
| 23. | 16.09.2023 | Challenger de Cary II         | Dura                  | William Blumberg          | Andrew Harris Rinky Hijikata                 | 4–6, 6–3, [6–10]     |
| 24. | 07.10.2023 | Challenger de Tiburón         | Dura                  | William Blumberg          | Luke Johnson Skander Mansouri                | 2–6, 3–6             |
| 25. | 20.04.2024 | Challenger de Tallahassee     | Tierra batida         | William Blumberg          | Simon Freund Johannes Ingildsen              | 5–7, 6–7(4)          |
| 26. | 12.04.2025 | Challenger de Sarasota        | Tierra batida (v)     | Federico Agustín Gómez    | Robert Cash James Tracy                      | 4–6, 6–7(3)          |

## Títulos en Futures; 21 (0 + 21)

### Dobles
| N.º | Fecha      | Torneo             | Superficie    | Compañero              | Oponentes en la final                        | Resultado           |
| --- | ---------- | ------------------ | ------------- | ---------------------- | -------------------------------------------- | ------------------- |
| 1.  | 15.06.2008 | Venezuela F1       | Dura          | Miguel Cicenia         | Piero Luisi Roberto Maytín                   | 6-3, 6-3            |
| 2.  | 19.07.2009 | Venezuela F4       | Dura          | Nikolaus Moser         | Guillermo Duran Kevin Konfederak             | 6-1, 6-1            |
| 3.  | 26.07.2009 | Venezuela F4       | Dura          | Nikolaus Moser         | Juan De Armas Daniel Vallverdu               | w/o                 |
| 4.  | 25.10.2009 | Venezuela F9       | Dura          | Yohny Romero           | Ariel Behar Mauricio Echazu                  | 7-6(5), 7-5         |
| 5.  | 20.05.2012 | Venezuela F2       | Dura          | David Souto            | Maximiliano Estévez Benjamin Tenti           | 2-6, 7-6(6), 10-4   |
| 6.  | 12.05.2013 | Venezuela F1       | Dura          | David Souto            | Piero Luisi Roman Recarte                    | 6-3, 7-5            |
| 7.  | 12.05.2013 | México F10         | Dura          | David Souto            | Jean-Yves Aubone Austin Krajicek             | 6-4, 4-6, 10-6      |
| 8.  | 11.08.2013 | Venezuela F3       | Dura          | Roberto Maytín         | Álex Llompart Mateo Nicolás Martínez         | 1-6, 6-2, 12-10     |
| 9.  | 25.08.2013 | Venezuela F5       | Dura          | Roberto Maytín         | Jesús Bandres Luis Fernando Ramírez          | 2-6, 7-6(2), 10-3   |
| 10. | 12.10.2013 | México F16         | Dura          | Roberto Maytín         | Álex Llompart Finn Tearney                   | 6-3, 6-4            |
| 11. | 13.07.2014 | Venezuela F1       | Dura          | Mateo Nicolás Martínez | Jesús Bandres Luis Fernando Ramírez          | 7-6(6), 6-2         |
| 12. | 26.10.2014 | Estados Unidos F29 | Tierra batida | Hans Hach Verdugo      | Mikhail Fufygin Vitali Reshetnikov           | 7-6(3), 7-6(3)      |
| 13. | 22.02.2015 | El Salvador F1     | Tierra batida | Marcelo Arévalo        | Keith-Patrick Crowley Hans Hach Verdugo      | 6-4, 6-4            |
| 14. | 03.05.2015 | México F1          | Dura          | Hans Hach Verdugo      | Oscar Fabian Matthews Jeremy Hunter Nicholas | 6-2, 7-6            |
| 15. | 14.06.2015 | México F6          | Dura          | Luis Patino            | Jean-Yves Aubone Andre Dome                  | w/o                 |
| 16. | 28.06.2015 | México F8          | Dura          | Luis Patino            | John Lamble Herbert Jody Maginley            | 7-5, 6-2            |
| 17. | 28.06.2015 | Canadá F7          | Tierra batida | Luis Patino            | Gonzalo Escobar Sora Fukuda                  | 6-4, 6-3            |
| 18. | 06.09.2015 | Canadá F8          | Dura          | Luis Patino            | Damon Gooch Wil Spencer                      | 6-4, 4-6, 10-2      |
| 19. | 01.11.2015 | Venezuela F1       | Dura          | Agustín Velotti        | Julián Busch Franco Feitt                    | 7-6(2), 6-1         |
| 20. | 08.11.2015 | Venezuela F2       | Dura          | Agustín Velotti        | Mauricio Echazu Jorge Panta                  | 6-3, 6-4            |
| 21. | 20.11.2017 | Estados Unidos F38 | Dura (i)      | Hans Hach Verdugo      | Luke Bambridge Edward Corrie                 | 3-6, 7-6(2), [10-7] |